# باد آباخ
باد آباخ (به آلمانی: Bad Abbach) یک شهر در آلمان است که در ناحیه کلهایم واقع شده‌است.

## خصوصیات
باد آباخ ۵۵٫۳۳ کیلومترمربع مساحت دارد ۳۷۱ متر بالاتر از سطح دریا واقع شده‌است.